# Generació digital
Generació digital és un programa sobre tecnologia, entreteniment i cultura digital que s'emet per Catalunya Ràdio i Canal 33. Iniciat el 2002 a Ona Catalana, va començar a Catalunya Ràdio la temporada 2006-2007 i a Canal 33 el maig de 2011. Actualment l'edició per ràdio és presentada per Albert Murillo i la versió televisiva per Lluís Marquina.

## Història

### Inicis a Ona Catalana
El seu nom inicial era Game Over i es va començar a emetre el juliol de 2002 per Ona Catalana. L'equip inicial del programa estava format per Jordi Sellas a la direcció i locució, Xavi Serrano com a comentarista i Albert Murillo a la direcció i control tècnic, tots tres creadors del programa i treballadors de l'emissora. En aquesta primera temporada participava també una sèrie de tertulians experts sobre videojocs i tecnologia com Antonio Ortal, Francesc Xavier Blasco i Albert Garcia als que després s'unirien STAR, Eloi Prieto i Gustavo Benéitez. El programa va emetre's un cop a la setmana fins al final de l'estiu de 2005.

### La cultura del videojoc
Amb el canvi de nom d'Ona Catalana a Ona FM va provocar un canvi a la graella de programes, el qual va fer que el programa es cancel·lés. A la emissora va quedar Albert Murillo que va realitzar micro-càpsules setmanals d'uns 5 minuts de durada amb informació sobre novetats o especials sobre temes relacionats amb videojocs.

### Etapa Catalunya Ràdio

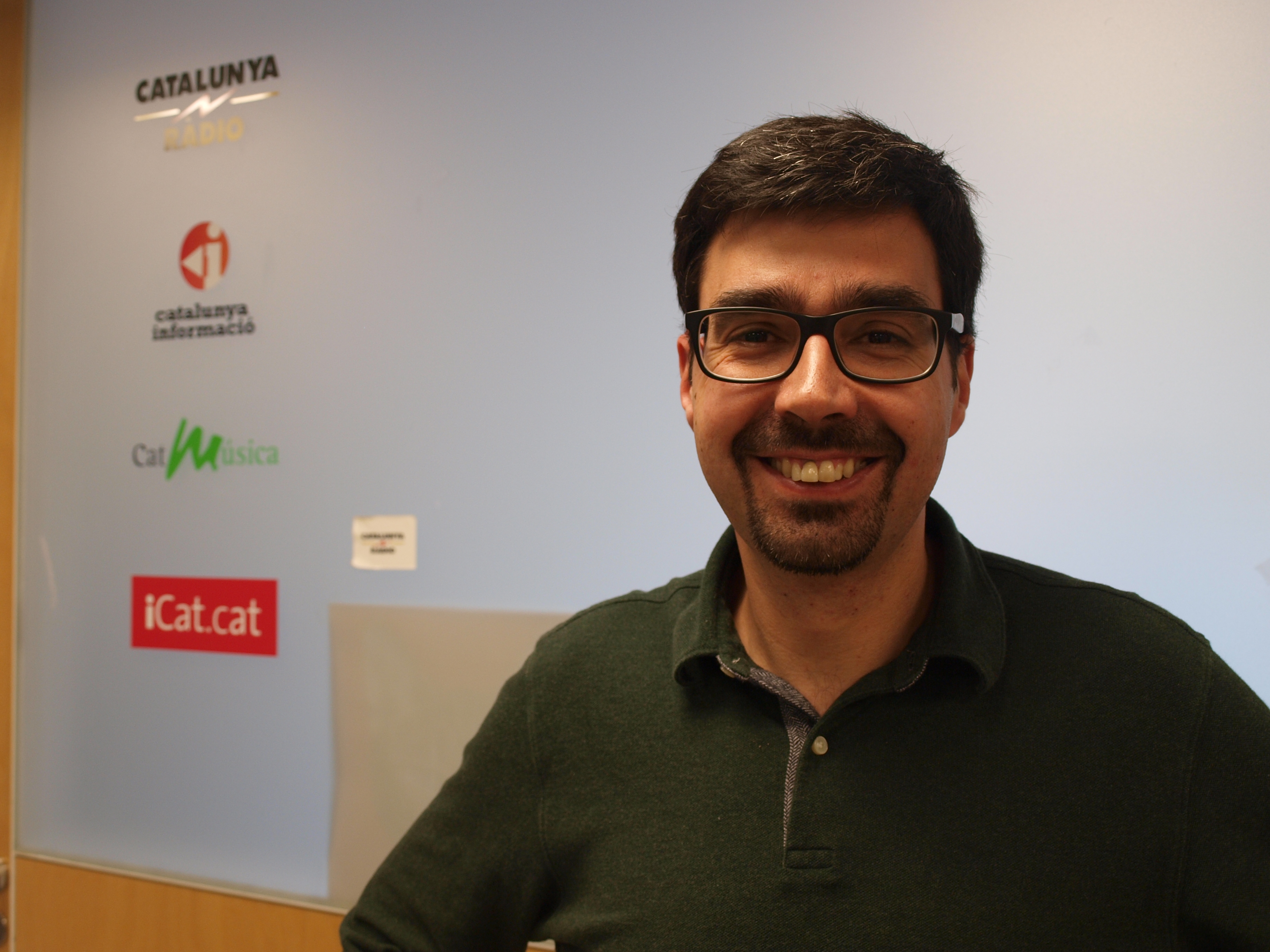
Albert Murillo, el 2015

La temporada 2006-2007 el programa va començar el seu recorregut a Catalunya Ràdio amb una emissió als festius intersetmanals, que es va allargar durant la temporada d'estiu i va assolir una emissió setmanal a l'inici de la temporada 2008-2009 els dissabtes. A l'inici de la temporada 2010-2011 el programa va allargar-se fins a les 2 hores, de 4 a 6 de la tarda. A la primera part del programa apareixien les seccions fixes dels col·laboradors, una tertúlia d'actualitat tecnològica i una entrevista, normalment amb una empresa emergent del sector. A la segona part s'entrevistava gent lligada al món de l'espectacle. Des de la temporada 2015-2016 el programa s'emet en directe a la una de la matinada dels dissabtes.

### Expansió a Canal 33
El maig de 2011 es va començar a emetre una versió del programa al Canal 33. El 2012 van presentar el documental DossierGD on feien un repàs a la indústria de l'entreteniment i dels videojocs, posant un èmfasi especial en les empreses catalanes especialitades en aquest camp. El programa va estar inicialment presentat per Jordi Sellas i posteriorment per Marquina.

## Col·laboradors
Generació Digital ha tingut força col·laboradors al llarg de la seva història però el gruix més estable està format per Jordi Sellas, Albert Murillo, Francesc Xavier Blasco, Albert Garcia, Eloi Prieto, Gustavo Benèitez, STAR, Raquel Díaz i Gina Tost.

## Premis i reconeixements
- 2007 i 2014 - Premi Excel·lència de la Diada de les Telecomunicacions.[6]
- 2013 - Premi Zapping al Programa cultural i divulgatiu[7]